# Hilde le Viseur
Hildegard „Hilde“ le Viseur (* 15. Juli 1910 in Charlottenburg als Hildegard Klusenwerth; † 2. Dezember 1999 in Berlin) war eine deutsche Hürdenläuferin.
Bei den Olympischen Spielen 1936 in Berlin schied sie über 80 Meter Hürden im Vorlauf aus.
Bei den Deutschen Meisterschaften wurde sie in dieser Disziplin 1933 Zweite, 1934 Dritte (mit ihrer persönlichen Bestzeit von 12,0 s) und 1936 erneut Dritte.
Ihr Sohn war der Journalist und Autor Raimund le Viseur.